# 第一首都連線
第一首都連線（First Capital Connect，FCC）是英國的一家鐵路運營公司，由第一集團所有，在2006年4月至2014年9月運營泰晤士連線及大北部連線。第一首都連線是倫敦和東南英格蘭之間通勤鐵路的主要經營企業，但在經營期間曾遭到大量差評。

## 外部連結
维基共享资源上的相關多媒體資源：第一首都連線
- 官方网站